# Hadith al-Thaqalayn
Le Hadith al-Thaqalayn est un hadith célèbre, dit mutawattir,(signifie qu'il a été rapporté tant de fois par tant de gens qu'il n'y a aucun doute sur son authenticité), du Prophète Mahomet qui dit :

« Je suis sur le point d'être rappelé (par Allah) et de répondre (à ce rappel). "Je vous laisse les Thaqalayn (les deux Poids) : le Livre d'Allãh et ma Famille, les Gens de ma Maison". Celui Qui est Doux (Allah) m'a informé qu'ils ne se sépareront pas jusqu'à ce qu'ils reviennent vers moi près du Bassin (jusqu'au Jour du Jugement). Regardez donc bien comment vous les traiterez après moi. »

 L'interprétation du terme « Ahl al-Bayt » dans ce hadith est variable d'un commentateur à l'autre, certains y voyant « tout musulman pieux », d'autres en ayant une compréhension plus restrictive (la famille du Prophète, ou ses épouses). 

## Dans les sources chiites
Ce hadith a été rapporté dans les livres d'al-Kafi et Kamal Uddin, Amali Saduq, Amali Mofid, Amali Tousi, Oyoun Akhbar Al-Ridha, Alghybh Numani, Basairoldarajat et dans certains autres. Dans le chiisme duodécimain, il est souvent utilisé pour justifier l'autorité attribuée à Ali et à ses descendants pour interpréter le Coran, établissant entre famille prophétique et Coran « une relation organique, voire pour certains, une équivalence dans leur sacralité au sein de l'économie spirituelle de l'islam ».

## Dans les sources sunnites
Ce hadith n’a pas été rapporté uniquement par les chiites mais a aussi été rapporté dans une plus grande mesure, par les sunnites.

Jâbir bin ‘Abdullah a dit: 

« J’ai vu le Messager d’Allah pendant son pèlerinage (Hajj), le jour de ‘Arafah. Il était assis sur sa chamelle (Al-Qaswâ’), délivrant un sermon. Il dit ainsi : « Ô gens! En effet, j’ai laissé parmi vous ce à quoi, si vous vous y attachez, vous ne vous égarerez pas : Le Livre d’Allah et ma famille, les gens de ma demeure (Ahl-Baytî). »

 (Authentique)

Il (le narrateur) dit:

« Il y a des narrations à ce propos venant d’Abu Dharr, Abu Sa’eed, Zaid bin Arqam et Hudhaifah bin Usaid. »

Zaid bin Arqam, a rapporté que le Messager d’Allah a dit: 

« En effet, je laisse parmi vous ce à quoi, si vous vous y attachez, vous ne vous égarerez pas après moi. L’un est plus méritant que l’autre : le Livre d’Allah est une corde tendue entre le Ciel et la Terre, et ma famille – les gens de ma maison (Ahl-baytî) – et ils ne sépareront pas jusqu’à ce qu’ils me rencontrent au Hawd (Bassin), faites donc attention à comment vous les traiterez après moi. »

Yazid bin Hayyan a dit: 

« Hussein bin Sabrah, Umar bin Muslim et moi-même sommes partis, puis arrivés chez Zaid bin Arqam. Lorsque nous prîmes place chez lui, Hussein lui dit (à Zaid bin Arqam) : « Ô Zaid, vous avez atteint un degré de bienfaisance méritoire! Vous avez vu le messager de Dieu (sawas) et entendu ses paroles, vous avez combattu avec lui, et avez prié derrière lui. Ô Zaid, vous avez certes atteint un degré de bienfaisance méritoire… Dites-nous donc, Ô Zaid, ce que vous avez entendu du messager de Dieu »

 . Il (Zaid bin Arqam) dit alors : « Ô fils de mon frère, par Dieu, j’ai vieilli et ceci date d’il y a longtemps, j’ai oublié quelques choses de ce que j’ai appris venant du messager de Dieu . Quoi que je vous relate, acceptez-le, et ne me repoussez pas. » Puis, il dit : 

« Un jour, le messager de Dieu se leva et s’adressa à nous, dans un lieu d’eau nommé Khumm, entre la Mecque et Médine. Il pria et glorifia le nom d’Allah, puis il nous exhorta et nous fit des rappels, après quoi il dit: « Ô gens, je ne suis qu’un homme, et bientôt le messager de mon Seigneur (référence à l’ange de la mort) viendra à moi et je répondrai. Je laisse parmi vous 2 choses valeureuses, la première d’entre elles est le Livre d’Allah dans lequel est la Guidance et la Lumière. Suivez le Livre d’Allah et accrochez-vous-y. Puis il nous encouragea à adhérer au Livre de Dieu, ensuite il dit : « Et les gens de ma demeure. Je vous rappelle Allah par les gens de ma maison, je vous rappelle Allah par les gens de ma maison, je vous rappelle Allah par les gens de ma maison. » Hussein lui dit : « Qui sont les gens de sa maison, Ô Zaid ? Ses femmes ne sont-elles pas parmi les gens de sa maison ? » Il répondit : « Ses femmes font partie des gens de la maison, mais les gens de sa maison sont ceux à qui la Zakât est interdite après qu’il (le prophète) soit parti. » Il (Hussein) demanda donc : « Qui sont-ils ? » Il (Zaid) répondit : « Ils sont la famille de ‘Ali, la famille de ‘Aqil, la famille de Ja’far et la famille de ‘Abbâs. » Le demandeur dit ainsi : « La Zakat était-elle interdite à tous ceux-ci ? » Il (Zaid bin Arqam) répondit « Oui. » »